# طواف بولندا 2022
طواف بولندا 2022 (بالبولندية: Tour de Pologne 2022)‏ هو سباق دراجات هوائية، وهو الموسم التاسع والسبعين من طواف بولندا، وأقيم خلال الفترة من 30 يوليو 2022، وحتى 5 أغسطس 2022.
فاز بالمركز الأول إيثان هايتر، وبالمركز الثاني ثيمين أرينسمان، وبالمركز الثالث بيلو بلباو، وكان الفائز حسب السرعة ارنو ديمار، وكان الفائز في تصنيف الجبال Jarrad Drizners ‏، والفائز في تصنيف القتال Patryk Stosz ‏، وفاز فريق إنيوس في ترتيب الفرق.

## الفرق
| فرق عالمية (18)- AG2R Citroën Team - Astana Qazaqstan Team - Bahrain Victorious - Bora-Hansgrohe - Cofidis - EF Education-EasyPost - Groupama-FDJ - Ineos Grenadiers - Intermarché-Wanty-Gobert Matériaux - Israel-Premier Tech - Lotto-Soudal - Movistar Team - Quick-Step Alpha Vinyl - BikeExchange-Jayco - Team DSM - Jumbo-Visma - Trek-Segafredo - UAE Team Emirates فرق برو (4)- Alpecin-Deceuninck - كاجا رورال-سيغوروس 2022 ‏ - نوفو نورديسك 2022 ‏ - أونو اكس برو سايكلنج تيم 2022 ‏ فريق وطني- فريق بولندا لركوب الدراجات 2022 ‏ |  |
| |  |

## المراحل
| قائمة المراحل | قائمة المراحل | قائمة المراحل                   | قائمة المراحل      | قائمة المراحل | قائمة المراحل | قائمة المراحل    | قائمة المراحل    |
| المرحلة       | التاريخ       | الدورة                          |                    | المسافة (كم)  | الارتفاع      | الفائز بالمرحلة  | القائد العام     |
| ------------- | ------------- | ------------------------------- | ------------------ | ------------- | ------------- | ---------------- | ---------------- |
| المرحلة 1     | 30 يوليو      | كيلسي – لوبلين                  | مرحلة مستوية       | 218٫8         | 1231 م        | Olav Kooij ‏      | Olav Kooij ‏      |
| المرحلة 2     | 31 يوليو      | تشيلم – زاموشتش                 | مرحلة مستوية       | 205٫6         | 966 م         | Gerben Thijssen ‏ | جوناس إبراهمسين ‏ |
| المرحلة 3     | 1 أغسطس       | Kraśnik ‏ – برزيميسل             | مرحلة جبلية متوسطة | 237٫9         | 1545 م        | سيرجيو هيغويتا   | سيرجيو هيغويتا   |
| المرحلة 4     | 2 أغسطس       | لسكو ‏ – سانوك                   | مرحلة جبلية متوسطة | 179٫4         | 2621 م        | باسكال أكرمان    | سيرجيو هيغويتا   |
| المرحلة 5     | 3 أغسطس       | Łańcut ‏ – جيشوف                 | مرحلة جبلية        | 178٫1         | 2179 م        | فل بوهوس         | سيرجيو هيغويتا   |
| المرحلة 6     | 4 أغسطس       | Gronków ‏ – Bukowina Tatrzańska ‏ | فردي ضد الساعة     | 11٫8          | 337 م         | ثيمين أرينسمان   | إيثان هايتر      |
| المرحلة 7     | 5 أغسطس       | Skawina ‏ – كراكوف               | مرحلة جبلية        | 177٫8         | 1875 م        | ارنو ديمار       | إيثان هايتر      |

## النتيجة

### مرحلة 1
هي مرحلة بسيطة، أقيمت في 30 يوليو 2022، وامتدّت لمسافة 218.8 كيلومتر. فاز بالمرحلة Olav Kooij ‏، وكان متصدر الترتيب العام في نهاية المرحلة Olav Kooij ‏، وكان المتصدر في ترتيب التسلق جوناس إبراهمسين ‏، وتصدر ترتيب السرعة Olav Kooij ‏، وكان قائد تصنيف الجنسيات Stanisław Aniołkowski ‏، ومتصدر ترتيب الفرق أيه إل أم 2022.
| تصنيف الفرق حسب الزمن | تصنيف الفرق حسب الزمن | تصنيف الفرق حسب الزمن | تصنيف الفرق حسب الزمن                 | تصنيف الفرق حسب الزمن |
| العداء                | العداء                | البلد                 | الفريق                                | الوقت                 |
| --------------------- | --------------------- | --------------------- | ------------------------------------- | --------------------- |
| 1                     | Olav Kooij ‏           | هولندا                | جومبو-فيسما                           | 5 س 18 د 01 ث         |
| 2                     | فل بوهوس              | ألمانيا               | فريق البحرين ميريدا للدراجات الهوائية | + 0 ث                 |
| 3                     | Jordi Meeus ‏          | بلجيكا                | بورا هانسغروه                         | + 0 ث                 |
| 4                     | مايك تيونسين          | هولندا                | جومبو-فيسما                           | + 0 ث                 |
| 5                     | خوان سباستيان مولانو  | كولومبيا              | فريق الإمارات                         | + 0 ث                 |
| 6                     | ماكس كانتر            | ألمانيا               | موفيستار                              | + 0 ث                 |
| 7                     | Kaden Groves ‏         | أستراليا              | أوريكا سكوت                           | + 0 ث                 |
| 8                     | مارك كافنديش          | المملكة المتحدة       | دكونيك كويك ستب                       | + 0 ث                 |
| 9                     | ارنو ديمار            | فرنسا                 | إف دي جي                              | + 0 ث                 |
| 10                    | توبياس باير           | النمسا                | البيسين فينيكس                        | + 0 ث                 |
|                       |                       |                       |                                       |                       |
| مصدر: ProCyclingStats |                       |                       |                                       |                       |

| التصنيف العام         | التصنيف العام        | التصنيف العام   | التصنيف العام                         | التصنيف العام |
| العداء                | العداء               | البلد           | الفريق                                | الوقت         |
| --------------------- | -------------------- | --------------- | ------------------------------------- | ------------- |
| 1                     | Olav Kooij ‏          | هولندا          | جومبو-فيسما                           | 5 س 17 د 51 ث |
| 2                     | فل بوهوس             | ألمانيا         | فريق البحرين ميريدا للدراجات الهوائية | + 4 ث         |
| 3                     | جوناس إبراهمسين ‏     | النرويج         | Uno-X Pro Cycling Team                | + 4 ث         |
| 4                     | Jordi Meeus ‏         | بلجيكا          | بورا هانسغروه                         | + 6 ث         |
| 5                     | سام براند            | المملكة المتحدة | Team Novo Nordisk                     | + 9 ث         |
| 6                     | مايك تيونسين         | هولندا          | جومبو-فيسما                           | + 10 ث        |
| 7                     | خوان سباستيان مولانو | كولومبيا        | فريق الإمارات                         | + 10 ث        |
| 8                     | ماكس كانتر           | ألمانيا         | موفيستار                              | + 10 ث        |
| 9                     | Kaden Groves ‏        | أستراليا        | أوريكا سكوت                           | + 10 ث        |
| 10                    | مارك كافنديش         | المملكة المتحدة | دكونيك كويك ستب                       | + 10 ث        |
|                       |                      |                 |                                       |               |
| مصدر: ProCyclingStats |                      |                 |                                       |               |

### مرحلة 2
هي مرحلة مستوية، أقيمت في 31 يوليو 2022، وامتدّت لمسافة 205.6 كيلومتر. فاز بالمرحلة Gerben Thijssen ‏، وكان متصدر الترتيب العام في نهاية المرحلة جوناس إبراهمسين ‏، وكان المتصدر في ترتيب التسلق جوناس إبراهمسين ‏، وتصدر ترتيب السرعة Olav Kooij ‏، وكان قائد تصنيف الجنسيات Stanisław Aniołkowski ‏، ومتصدر ترتيب الفرق فريق الإمارات 2022.
| \| التصنيف العام \| التصنيف العام \| التصنيف العام \| التصنيف العام \| التصنيف العام \| \| العداء \| العداء \| الفريق \| الوقت \| \| \| ------------- \| ---------------------------- \| ---------------------------------- \| -------------- \| ------------- \| \| 1 \| جوناس إبراهمسين [الإنجليزية]‏ \| أونو-إكس موبيليتي [الإنجليزية]‏ \| 10 س 05 د 12 ث \| \| \| 2 \| Olav Kooij [الإنجليزية]‏ \| Jumbo-Visma \| + 2 ث \| \| \| 3 \| Gerben Thijssen [الإنجليزية]‏ \| Intermarché-Wanty-Gobert Matériaux \| + 2 ث \| \| \| 4 \| باسكال أكرمان \| UAE Team Emirates \| + 6 ث \| \| \| 5 \| فل بوهوس \| Bahrain Victorious \| + 6 ث \| \| \| 6 \| Jordi Meeus [الإنجليزية]‏ \| Bora-Hansgrohe \| + 8 ث \| \| \| 7 \| جوناثان ميلان \| Bahrain Victorious \| + 8 ث \| \| \| 8 \| جاسبر دي بويست \| لوتو سودال \| + 8 ث \| \| \| 9 \| سام براند \| تيم نوفو نورديسك [الإنجليزية]‏ \| + 11 ث \| \| \| 10 \| ماكس كانتر \| Movistar Team \| + 12 ث \| \| |                  |                                    |                |  |
| |                  |                                    |                |  |
| مصدر: ProCyclingStats |                  |                                    |                |  |
| التصنيف العام |                  |                                    |                |  |
| العداء | العداء           | الفريق                             | الوقت          |  |
| 1 | جوناس إبراهمسين ‏ | أونو-إكس موبيليتي ‏                 | 10 س 05 د 12 ث |  |
| 2 | Olav Kooij ‏      | Jumbo-Visma                        | + 2 ث          |  |
| 3 | Gerben Thijssen ‏ | Intermarché-Wanty-Gobert Matériaux | + 2 ث          |  |
| 4 | باسكال أكرمان    | UAE Team Emirates                  | + 6 ث          |  |
| 5 | فل بوهوس         | Bahrain Victorious                 | + 6 ث          |  |
| 6 | Jordi Meeus ‏     | Bora-Hansgrohe                     | + 8 ث          |  |
| 7 | جوناثان ميلان    | Bahrain Victorious                 | + 8 ث          |  |
| 8 | جاسبر دي بويست   | لوتو سودال                         | + 8 ث          |  |
| 9 | سام براند        | تيم نوفو نورديسك ‏                  | + 11 ث         |  |
| 10 | ماكس كانتر       | Movistar Team                      | + 12 ث         |  |

### مرحلة 3
هي مرحلة جبلية متوسطة، أقيمت في 1 أغسطس 2022، وامتدّت لمسافة 237.9 كيلومتر. فاز بالمرحلة سيرجيو هيغويتا، وكان متصدر الترتيب العام في نهاية المرحلة سيرجيو هيغويتا، وكان المتصدر في ترتيب التسلق Michel Hessmann ‏، وتصدر ترتيب السرعة Olav Kooij ‏، وكان قائد تصنيف الجنسيات ياكوب كازماريك، ومتصدر ترتيب الفرق فريق إنيوس 2022.
| تصنيف الفرق حسب الزمن | تصنيف الفرق حسب الزمن | تصنيف الفرق حسب الزمن | تصنيف الفرق حسب الزمن                 | تصنيف الفرق حسب الزمن |
| العداء                | العداء                | البلد                 | الفريق                                | الوقت                 |
| --------------------- | --------------------- | --------------------- | ------------------------------------- | --------------------- |
| 1                     | سيرجيو هيغويتا        | كولومبيا              | بورا هانسغروه                         | 5 س 25 د 46 ث         |
| 2                     | بيلو بلباو            | إسبانيا               | فريق البحرين ميريدا للدراجات الهوائية | + 0 ث                 |
| 3                     | كوينتن هيرمانز        | بلجيكا                | انترمارشي وانتي جوبيرت ماتيرو         | + 0 ث                 |
| 4                     | Matteo Sobrero ‏       | إيطاليا               | أوريكا سكوت                           | + 0 ث                 |
| 5                     | كوينتين باشر          | فرنسا                 | إف دي جي                              | + 0 ث                 |
| 6                     | ماورو شميد            | سويسرا                | دكونيك كويك ستب                       | + 0 ث                 |
| 7                     | فيليكس غال            | النمسا                | أيه إل أم                             | + 0 ث                 |
| 8                     | ستيفن وليامز          | المملكة المتحدة       | فريق البحرين ميريدا للدراجات الهوائية | + 0 ث                 |
| 9                     | لوكاس هاميلتون        | أستراليا              | أوريكا سكوت                           | + 0 ث                 |
| 10                    | دييغو يليسي           | إيطاليا               | فريق الإمارات                         | + 0 ث                 |
|                       |                       |                       |                                       |                       |
| مصدر: ProCyclingStats |                       |                       |                                       |                       |

| التصنيف العام         | التصنيف العام   | التصنيف العام   | التصنيف العام                         | التصنيف العام  |
| العداء                | العداء          | البلد           | الفريق                                | الوقت          |
| --------------------- | --------------- | --------------- | ------------------------------------- | -------------- |
| 1                     | سيرجيو هيغويتا  | كولومبيا        | بورا هانسغروه                         | 15 س 31 د 00 ث |
| 2                     | بيلو بلباو      | إسبانيا         | فريق البحرين ميريدا للدراجات الهوائية | + 4 ث          |
| 3                     | كوينتن هيرمانز  | بلجيكا          | انترمارشي وانتي جوبيرت ماتيرو         | + 6 ث          |
| 4                     | إيثان هايتر     | المملكة المتحدة | فريق إنيوس                            | + 10 ث         |
| 5                     | دييغو يليسي     | إيطاليا         | فريق الإمارات                         | + 10 ث         |
| 6                     | Matteo Sobrero ‏ | إيطاليا         | أوريكا سكوت                           | + 10 ث         |
| 7                     | ريتشارد كاراباز | الإكوادور       | فريق إنيوس                            | + 10 ث         |
| 8                     | ماورو شميد      | سويسرا          | دكونيك كويك ستب                       | + 10 ث         |
| 9                     | كوينتين باشر    | فرنسا           | إف دي جي                              | + 10 ث         |
| 10                    | لوكاس هاميلتون  | أستراليا        | أوريكا سكوت                           | + 10 ث         |
|                       |                 |                 |                                       |                |
| مصدر: ProCyclingStats |                 |                 |                                       |                |

### مرحلة 4
هي مرحلة جبلية متوسطة، أقيمت في 2 أغسطس 2022، وامتدّت لمسافة 179.4 كيلومتر. فاز بالمرحلة باسكال أكرمان، وكان متصدر الترتيب العام في نهاية المرحلة سيرجيو هيغويتا، وكان المتصدر في ترتيب التسلق Kamil Małecki ‏، وتصدر ترتيب السرعة Olav Kooij ‏، وكان قائد تصنيف الجنسيات ياكوب كازماريك، ومتصدر ترتيب الفرق فريق إنيوس 2022.
| تصنيف الفرق حسب الزمن | تصنيف الفرق حسب الزمن  | تصنيف الفرق حسب الزمن | تصنيف الفرق حسب الزمن                 | تصنيف الفرق حسب الزمن |
| العداء                | العداء                 | البلد                 | الفريق                                | الوقت                 |
| --------------------- | ---------------------- | --------------------- | ------------------------------------- | --------------------- |
| 1                     | باسكال أكرمان          | ألمانيا               | فريق الإمارات                         | 4 س 21 د 46 ث         |
| 2                     | Jordi Meeus ‏           | بلجيكا                | بورا هانسغروه                         | + 0 ث                 |
| 3                     | جوناثان ميلان          | إيطاليا               | فريق البحرين ميريدا للدراجات الهوائية | + 0 ث                 |
| 4                     | كوينتن هيرمانز         | بلجيكا                | انترمارشي وانتي جوبيرت ماتيرو         | + 0 ث                 |
| 5                     | Olav Kooij ‏            | هولندا                | جومبو-فيسما                           | + 0 ث                 |
| 6                     | كريستيان سكاروني ‏      | إيطاليا               | فريق أستانا                           | + 0 ث                 |
| 7                     | دييغو يليسي            | إيطاليا               | فريق الإمارات                         | + 0 ث                 |
| 8                     | كوينتين باشر           | فرنسا                 | إف دي جي                              | + 0 ث                 |
| 9                     | Stanisław Aniołkowski ‏ | بولندا                | بولندا                                | + 0 ث                 |
| 10                    | نيكياس أرندت           | ألمانيا               | سنويب                                 | + 0 ث                 |
|                       |                        |                       |                                       |                       |
| مصدر: ProCyclingStats |                        |                       |                                       |                       |

| التصنيف العام         | التصنيف العام   | التصنيف العام   | التصنيف العام                         | التصنيف العام  |
| العداء                | العداء          | البلد           | الفريق                                | الوقت          |
| --------------------- | --------------- | --------------- | ------------------------------------- | -------------- |
| 1                     | سيرجيو هيغويتا  | كولومبيا        | بورا هانسغروه                         | 19 س 52 د 46 ث |
| 2                     | بيلو بلباو      | إسبانيا         | فريق البحرين ميريدا للدراجات الهوائية | + 4 ث          |
| 3                     | كوينتن هيرمانز  | بلجيكا          | انترمارشي وانتي جوبيرت ماتيرو         | + 6 ث          |
| 4                     | دييغو يليسي     | إيطاليا         | فريق الإمارات                         | + 10 ث         |
| 5                     | Matteo Sobrero ‏ | إيطاليا         | أوريكا سكوت                           | + 10 ث         |
| 6                     | ريتشارد كاراباز | الإكوادور       | فريق إنيوس                            | + 10 ث         |
| 7                     | ماورو شميد      | سويسرا          | دكونيك كويك ستب                       | + 10 ث         |
| 8                     | إيثان هايتر     | المملكة المتحدة | فريق إنيوس                            | + 10 ث         |
| 9                     | كوينتين باشر    | فرنسا           | إف دي جي                              | + 10 ث         |
| 10                    | فيليكس غال      | النمسا          | أيه إل أم                             | + 10 ث         |
|                       |                 |                 |                                       |                |
| مصدر: ProCyclingStats |                 |                 |                                       |                |

### مرحلة 5
هي مرحلة جبلية، أقيمت في 3 أغسطس 2022، وامتدّت لمسافة 178.1 كيلومتر. فاز بالمرحلة فل بوهوس، وكان متصدر الترتيب العام في نهاية المرحلة سيرجيو هيغويتا، وكان المتصدر في ترتيب التسلق Kamil Małecki ‏، وتصدر ترتيب السرعة ارنو ديمار، وكان قائد تصنيف الجنسيات ياكوب كازماريك، ومتصدر ترتيب الفرق فريق البحرين ميريدا للدراجات الهوائية 2022.
| تصنيف الفرق حسب الزمن | تصنيف الفرق حسب الزمن | تصنيف الفرق حسب الزمن | تصنيف الفرق حسب الزمن                 | تصنيف الفرق حسب الزمن |
| العداء                | العداء                | البلد                 | الفريق                                | الوقت                 |
| --------------------- | --------------------- | --------------------- | ------------------------------------- | --------------------- |
| 1                     | فل بوهوس              | ألمانيا               | فريق البحرين ميريدا للدراجات الهوائية | 4 س 16 د 19 ث         |
| 2                     | ارنو ديمار            | فرنسا                 | إف دي جي                              | + 0 ث                 |
| 3                     | نيكياس أرندت          | ألمانيا               | سنويب                                 | + 0 ث                 |
| 4                     | ماكس كانتر            | ألمانيا               | موفيستار                              | + 0 ث                 |
| 5                     | إدوارد ثيونس          | بلجيكا                | تريك سيغافريدو                        | + 0 ث                 |
| 6                     | جوناثان ميلان         | إيطاليا               | فريق البحرين ميريدا للدراجات الهوائية | + 0 ث                 |
| 7                     | هوغو بيج ‏             | فرنسا                 | انترمارشي وانتي جوبيرت ماتيرو         | + 0 ث                 |
| 8                     | ريان مولين            | جمهورية أيرلندا       | بورا هانسغروه                         | + 0 ث                 |
| 9                     | جاكوبو غوارنييري      | إيطاليا               | إف دي جي                              | + 0 ث                 |
| 10                    | Patryk Stosz ‏         | بولندا                | بولندا                                | + 0 ث                 |
|                       |                       |                       |                                       |                       |
| مصدر: ProCyclingStats |                       |                       |                                       |                       |

| التصنيف العام         | التصنيف العام   | التصنيف العام   | التصنيف العام                         | التصنيف العام  |
| العداء                | العداء          | البلد           | الفريق                                | الوقت          |
| --------------------- | --------------- | --------------- | ------------------------------------- | -------------- |
| 1                     | سيرجيو هيغويتا  | كولومبيا        | بورا هانسغروه                         | 24 س 09 د 05 ث |
| 2                     | بيلو بلباو      | إسبانيا         | فريق البحرين ميريدا للدراجات الهوائية | + 4 ث          |
| 3                     | كوينتن هيرمانز  | بلجيكا          | انترمارشي وانتي جوبيرت ماتيرو         | + 6 ث          |
| 4                     | دييغو يليسي     | إيطاليا         | فريق الإمارات                         | + 10 ث         |
| 5                     | Matteo Sobrero ‏ | إيطاليا         | أوريكا سكوت                           | + 10 ث         |
| 6                     | ريتشارد كاراباز | الإكوادور       | فريق إنيوس                            | + 10 ث         |
| 7                     | إيثان هايتر     | المملكة المتحدة | فريق إنيوس                            | + 10 ث         |
| 8                     | كوينتين باشر    | فرنسا           | إف دي جي                              | + 10 ث         |
| 9                     | لوكاس هاميلتون  | أستراليا        | أوريكا سكوت                           | + 10 ث         |
| 10                    | Steff Cras ‏     | بلجيكا          | لوتو سودال                            | + 10 ث         |
|                       |                 |                 |                                       |                |
| مصدر: ProCyclingStats |                 |                 |                                       |                |

### مرحلة 6
هي مرحلة من نوع سباق زمن فردي، أقيمت في 4 أغسطس 2022، وامتدّت لمسافة 11.8 كيلومتر. فاز بالمرحلة ثيمين أرينسمان، وكان متصدر الترتيب العام في نهاية المرحلة إيثان هايتر، وكان المتصدر في ترتيب التسلق Kamil Małecki ‏، وتصدر ترتيب السرعة ارنو ديمار، وكان قائد تصنيف الجنسيات ياكوب كازماريك، ومتصدر ترتيب الفرق فريق إنيوس 2022.
| تصنيف الفرق حسب الزمن | تصنيف الفرق حسب الزمن | تصنيف الفرق حسب الزمن | تصنيف الفرق حسب الزمن                 | تصنيف الفرق حسب الزمن |
| العداء                | العداء                | البلد                 | الفريق                                | الوقت                 |
| --------------------- | --------------------- | --------------------- | ------------------------------------- | --------------------- |
| 1                     | ثيمين أرينسمان        | هولندا                | سنويب                                 | 17 د 40 ث             |
| 2                     | ماغنوس شيفيلد         | الولايات المتحدة      | فريق إنيوس                            | + 7 ث                 |
| 3                     | إيثان هايتر           | المملكة المتحدة       | فريق إنيوس                            | + 8 ث                 |
| 4                     | ريمي كافانيا          | فرنسا                 | دكونيك كويك ستب                       | + 20 ث                |
| 5                     | Marco Brenner ‏        | ألمانيا               | سنويب                                 | + 26 ث                |
| 6                     | Ben Tulett ‏           | المملكة المتحدة       | فريق إنيوس                            | + 28 ث                |
| 7                     | Samuele Battistella ‏  | إيطاليا               | فريق أستانا                           | + 30 ث                |
| 8                     | Matteo Sobrero ‏       | إيطاليا               | أوريكا سكوت                           | + 31 ث                |
| 9                     | بيلو بلباو            | إسبانيا               | فريق البحرين ميريدا للدراجات الهوائية | + 32 ث                |
| 10                    | مارك بادون            | أوكرانيا              | إي أف إديوكيشن نيبو                   | + 35 ث                |
|                       |                       |                       |                                       |                       |
| مصدر: ProCyclingStats |                       |                       |                                       |                       |

| التصنيف العام         | التصنيف العام        | التصنيف العام   | التصنيف العام                         | التصنيف العام  |
| العداء                | العداء               | البلد           | الفريق                                | الوقت          |
| --------------------- | -------------------- | --------------- | ------------------------------------- | -------------- |
| 1                     | إيثان هايتر          | المملكة المتحدة | فريق إنيوس                            | 24 س 27 د 03 ث |
| 2                     | ثيمين أرينسمان       | هولندا          | سنويب                                 | + 11 ث         |
| 3                     | بيلو بلباو           | إسبانيا         | فريق البحرين ميريدا للدراجات الهوائية | + 18 ث         |
| 4                     | Matteo Sobrero ‏      | إيطاليا         | أوريكا سكوت                           | + 23 ث         |
| 5                     | Ben Tulett ‏          | المملكة المتحدة | فريق إنيوس                            | + 25 ث         |
| 6                     | ريمي كافانيا         | فرنسا           | دكونيك كويك ستب                       | + 31 ث         |
| 7                     | Samuele Battistella ‏ | إيطاليا         | فريق أستانا                           | + 32 ث         |
| 8                     | سيرجيو هيغويتا       | كولومبيا        | بورا هانسغروه                         | + 32 ث         |
| 9                     | دييغو يليسي          | إيطاليا         | فريق الإمارات                         | + 45 ث         |
| 10                    | برونو أرميريل        | فرنسا           | إف دي جي                              | + 50 ث         |
|                       |                      |                 |                                       |                |
| مصدر: ProCyclingStats |                      |                 |                                       |                |

### مرحلة 7
هي مرحلة جبلية، أقيمت في 5 أغسطس 2022، وامتدّت لمسافة 177.8 كيلومتر. فاز بالمرحلة ارنو ديمار، وكان متصدر الترتيب العام في نهاية المرحلة إيثان هايتر.
| تصنيف الفرق حسب الزمن | تصنيف الفرق حسب الزمن | تصنيف الفرق حسب الزمن | تصنيف الفرق حسب الزمن                 | تصنيف الفرق حسب الزمن |
| العداء                | العداء                | البلد                 | الفريق                                | الوقت                 |
| --------------------- | --------------------- | --------------------- | ------------------------------------- | --------------------- |
| 1                     | ارنو ديمار            | فرنسا                 | إف دي جي                              | 3 س 59 د 20 ث         |
| 2                     | Olav Kooij ‏           | هولندا                | جومبو-فيسما                           | + 0 ث                 |
| 3                     | فل بوهوس              | ألمانيا               | فريق البحرين ميريدا للدراجات الهوائية | + 0 ث                 |
| 4                     | ماكس كانتر            | ألمانيا               | موفيستار                              | + 0 ث                 |
| 5                     | Gerben Thijssen ‏      | بلجيكا                | انترمارشي وانتي جوبيرت ماتيرو         | + 0 ث                 |
| 6                     | ماريجن فان دن بيرغ    | هولندا                | إي أف إديوكيشن نيبو                   | + 0 ث                 |
| 7                     | دافيد سيمولاي         | إيطاليا               | كوفيديس                               | + 0 ث                 |
| 8                     | إدوارد ثيونس          | بلجيكا                | تريك سيغافريدو                        | + 0 ث                 |
| 9                     | باسكال أكرمان         | ألمانيا               | فريق الإمارات                         | + 0 ث                 |
| 10                    | Kaden Groves ‏         | أستراليا              | أوريكا سكوت                           | + 0 ث                 |
|                       |                       |                       |                                       |                       |
| مصدر: ProCyclingStats |                       |                       |                                       |                       |

| التصنيف العام         | التصنيف العام | التصنيف العام | التصنيف العام | التصنيف العام |
| العداء                | العداء        | البلد         | الفريق        | الوقت         |
| --------------------- | ------------- | ------------- | ------------- | ------------- |
|                       |               |               |               |               |
| مصدر: ProCyclingStats |               |               |               |               |

## المشاركون
| Quick-Step Alpha Vinyl QST | Quick-Step Alpha Vinyl QST | Quick-Step Alpha Vinyl QST |
| -------------------------- | -------------------------- | -------------------------- |
| م                          | عداء                       | مرتبة                      |
| 1                          | ريمي كافانيا               | 6                          |
| 2                          | مارك كافنديش (طريق)        | لم يبدأ-6                  |
| 3                          | جوزيف سيرني                | 117                        |
| 4                          | ماورو شميد                 | لم يبدأ-5                  |
| 5                          | زدينيك ستيبار              | 57                         |
| 6                          | Bert Van Lerberghe ‏        | 105                        |
| 7                          | Mauri Vansevenant ‏         | 26                         |

| AG2R Citroën Team ACT | AG2R Citroën Team ACT | AG2R Citroën Team ACT |
| --------------------- | --------------------- | --------------------- |
| م                     | عداء                  | مرتبة                 |
| 11                    | فيليكس غال            | 15                    |
| 12                    | Dorian Godon ‏         | 17                    |
| 13                    | مارك ساريو            | لم يبدأ-6             |
| 14                    | Nans Peters ‏          | 59                    |
| 15                    | Antoine Raugel ‏       | 54                    |
| 16                    | مايكل شير             | 46                    |
| 17                    | أندريا فيندرام        | 45                    |

| Astana Qazaqstan Team AST | Astana Qazaqstan Team AST | Astana Qazaqstan Team AST |
| ------------------------- | ------------------------- | ------------------------- |
| م                         | عداء                      | مرتبة                     |
| 21                        | Samuele Battistella ‏      | 7                         |
| 22                        | Yevgeniy Fedorov ‏         | 66                        |
| 23                        | Michele Gazzoli ‏          | 80                        |
| 24                        | دافيدي مارتينيلي          | لم يبدأ-2                 |
| 25                        | يفغيني جيديتش (طريق)      | 102                       |
| 26                        | كريستيان سكاروني ‏         | 71                        |
| 27                        | Harold Tejada ‏            | 14                        |

| Bahrain Victorious TBV | Bahrain Victorious TBV | Bahrain Victorious TBV |
| ---------------------- | ---------------------- | ---------------------- |
| م                      | عداء                   | مرتبة                  |
| 31                     | فل بوهوس               | 107                    |
| 32                     | بيلو بلباو             | 3                      |
| 33                     | Edoardo Zambanini ‏     | 33                     |
| 34                     | هاينريش هوسلر          | 97                     |
| 35                     | Filip Maciejuk ‏        | 55                     |
| 36                     | جوناثان ميلان          | 70                     |
| 37                     | ستيفن وليامز           | 47                     |

| Bora-Hansgrohe BOH | Bora-Hansgrohe BOH    | Bora-Hansgrohe BOH |
| ------------------ | --------------------- | ------------------ |
| م                  | عداء                  | مرتبة              |
| 41                 | جيوفاني أليوتي        | 23                 |
| 42                 | تشيزاري بينديتي       | 68                 |
| 43                 | سام بينيت             | 110                |
| 44                 | سيرجيو هيغويتا (طريق) | 8                  |
| 45                 | Jordi Meeus ‏          | لم يكمل السباق-6   |
| 46                 | ريان مولين            | 121                |
| 47                 | Shane Archbold ‏       | لم يبدأ-6          |

| Cofidis COF | Cofidis COF         | Cofidis COF      |
| ----------- | ------------------- | ---------------- |
| م           | عداء                | مرتبة            |
| 51          | بيت اليجارت         | لم يبدأ-6        |
| 52          | Alexandre Delettre ‏ | 39               |
| 53          | توماس شامبيون       | 36               |
| 54          | دافيد سيمولاي       | 101              |
| 55          | سيموني كونسوني      | لم يكمل السباق-5 |
| 56          | توم بولي            | 87               |
| 57          | Jelle Wallays ‏      | لم يبدأ-2        |

| EF Education-EasyPost EFE | EF Education-EasyPost EFE | EF Education-EasyPost EFE |
| ------------------------- | ------------------------- | ------------------------- |
| م                         | عداء                      | مرتبة                     |
| 61                        | دييغو كامارغو ‏            | 93                        |
| 62                        | سيمون كار                 | 19                        |
| 63                        | ينس كوكلاير               | 86                        |
| 64                        | مارك بادون                | 13                        |
| 65                        | شون كوين ‏                 | 21                        |
| 66                        | ماريجن فان دن بيرغ        | 79                        |
| 67                        | Łukasz Wiśniowski ‏        | 126                       |

| Groupama-FDJ GFC | Groupama-FDJ GFC    | Groupama-FDJ GFC |
| ---------------- | ------------------- | ---------------- |
| م                | عداء                | مرتبة            |
| 71               | ارنو ديمار          | 58               |
| 72               | برونو أرميريل       | 10               |
| 73               | جاكوبو غوارنييري    | 122              |
| 74               | إجناتاس كونوفالوفاس | 77               |
| 75               | كوينتين باشر        | 16               |
| 76               | مايلز سكوتسون       | لم يبدأ-6        |
| 77               | Bram Welten ‏        | 90               |

| Ineos Grenadiers IGD | Ineos Grenadiers IGD        | Ineos Grenadiers IGD |
| -------------------- | --------------------------- | -------------------- |
| م                    | عداء                        | مرتبة                |
| 81                   | ريتشارد كاراباز (زمني فردي) | 22                   |
| 82                   | إيثان هايتر (زمني فردي)     | 1                    |
| 83                   | جوناتان نارفيز              | 50                   |
| 84                   | سالفاتوري بوتشيو            | 118                  |
| 85                   | ماغنوس شيفيلد               | 81                   |
| 86                   | Ben Tulett ‏                 | 5                    |
| 87                   | إيليا فيفياني               | 115                  |

| Intermarché-Wanty-Gobert Matériaux IWG | Intermarché-Wanty-Gobert Matériaux IWG | Intermarché-Wanty-Gobert Matériaux IWG |
| -------------------------------------- | -------------------------------------- | -------------------------------------- |
| م                                      | عداء                                   | مرتبة                                  |
| 91                                     | بابتيست بلانكايرت                      | لم يكمل السباق-1                       |
| 92                                     | كوينتن هيرمانز                         | 20                                     |
| 93                                     | Laurens Huys ‏                          | 34                                     |
| 94                                     | Julius Johansen ‏                       | 100                                    |
| 95                                     | هوغو بيج ‏                              | 44                                     |
| 96                                     | Gerben Thijssen ‏                       | 108                                    |
| 97                                     | Boy van Poppel ‏                        | 94                                     |

| Israel-Premier Tech IPT | Israel-Premier Tech IPT | Israel-Premier Tech IPT |
| ----------------------- | ----------------------- | ----------------------- |
| م                       | عداء                    | مرتبة                   |
| 101                     | Reto Hollenstein ‏       | 49                      |
| 102                     | Sebastian Berwick ‏      | 24                      |
| 103                     | ماتياس براندل           | 98                      |
| 104                     | أليساندرو دي مارشي      | 61                      |
| 105                     | اليكس داوست             | 89                      |
| 106                     | تاج جونز ‏               | 88                      |
| 107                     | مادس فورتز شميدت        | 38                      |

| Jumbo-Visma TJV | Jumbo-Visma TJV   | Jumbo-Visma TJV |
| --------------- | ----------------- | --------------- |
| م               | عداء              | مرتبة           |
| 111             | Mick van Dijke ‏   | 65              |
| 113             | Olav Kooij ‏       | 83              |
| 114             | Michel Hessmann ‏  | 63              |
| 115             | توش فان دير ساندي | 60              |
| 116             | سام أومن          | لم يبدأ-2       |
| 117             | مايك تيونسين      | لم يبدأ-6       |

| Movistar Team MOV | Movistar Team MOV | Movistar Team MOV |
| ----------------- | ----------------- | ----------------- |
| م                 | عداء              | مرتبة             |
| 121               | ويل بارتا         | 32                |
| 122               | Juri Hollmann ‏    | 41                |
| 123               | جون جاكوبس        | لم يبدأ-2         |
| 124               | ماكس كانتر        | 56                |
| 125               | Oier Lazkano ‏     | لم يكمل السباق-2  |
| 126               | Abner González ‏   | 30                |
| 127               | أوسكار رودريغيز   | 42                |

| BikeExchange-Jayco BEX | BikeExchange-Jayco BEX   | BikeExchange-Jayco BEX |
| ---------------------- | ------------------------ | ---------------------- |
| م                      | عداء                     | مرتبة                  |
| 131                    | Matteo Sobrero ‏          | 4                      |
| 132                    | الكسندر ادموندسون        | لم يكمل السباق-2       |
| 133                    | Kaden Groves ‏            | 52                     |
| 134                    | مايكل هيبورن             | 51                     |
| 135                    | لوكاس هاميلتون           | 18                     |
| 136                    | لوسون كرادوك (زمني فردي) | 78                     |
| 137                    | Kelland O'Brien ‏         | 106                    |

| لوتو سودال LTS | لوتو سودال LTS    | لوتو سودال LTS |
| -------------- | ----------------- | -------------- |
| م              | عداء              | مرتبة          |
| 141            | Steff Cras ‏       | 25             |
| 142            | جاسبر دي بويست    | لم يبدأ-6      |
| 144            | توماس دي جيندت    | 99             |
| 145            | Jarrad Drizners ‏  | 72             |
| 146            | روجر كلوجه        | 111            |
| 147            | Kamil Małecki ‏    | 92             |
| 148            | Sylvain Moniquet ‏ | 11             |

| Team DSM DSM | Team DSM DSM             | Team DSM DSM |
| ------------ | ------------------------ | ------------ |
| م            | عداء                     | مرتبة        |
| 151          | ثيمين أرينسمان           | 2            |
| 152          | نيكياس أرندت             | 31           |
| 153          | Marco Brenner ‏           | 12           |
| 154          | Jonas Iversby Hvideberg ‏ | 76           |
| 155          | Niklas Märkl ‏            | 109          |
| 156          | Joris Nieuwenhuis ‏       | 125          |
| 157          | سام ويلسفورد             | 116          |

| Trek-Segafredo TFS | Trek-Segafredo TFS    | Trek-Segafredo TFS |
| ------------------ | --------------------- | ------------------ |
| م                  | عداء                  | مرتبة              |
| 161                | Daan Hoole ‏           | 75                 |
| 162                | Emīls Liepiņš ‏ (طريق) | 103                |
| 163                | Jacopo Mosca ‏         | 112                |
| 164                | ماتيو موشيتي          | لم يكمل السباق-4   |
| 165                | إدوارد ثيونس          | 53                 |
| 166                | Antonio Tiberi ‏       | 43                 |
| 167                | Antwan Tolhoek ‏       | لم يبدأ-2          |

| UAE Team Emirates UAD | UAE Team Emirates UAD | UAE Team Emirates UAD |
| --------------------- | --------------------- | --------------------- |
| م                     | عداء                  | مرتبة                 |
| 171                   | باسكال أكرمان         | 84                    |
| 172                   | دافيد فورمولو         | 29                    |
| 173                   | فيجارد ستيك لاينجن    | 48                    |
| 174                   | خوان سباستيان مولانو  | 85                    |
| 175                   | روي أوليفيرا          | 64                    |
| 176                   | Oliviero Troia ‏       | 114                   |
| 177                   | دييغو يليسي           | 9                     |

| Alpecin-Deceuninck AFC | Alpecin-Deceuninck AFC | Alpecin-Deceuninck AFC |
| ---------------------- | ---------------------- | ---------------------- |
| م                      | عداء                   | مرتبة                  |
| 181                    | David van der Poel ‏    | لم يبدأ-4              |
| 182                    | Sjoerd Bax ‏            | لم يبدأ-4              |
| 183                    | توبياس باير            | لم يبدأ-4              |
| 184                    | Senne Leysen ‏          | لم يبدأ-4              |
| 185                    | ياكوب ماريكزكو         | لم يبدأ-4              |
| 186                    | Stefano Oldani ‏        | لم يبدأ-4              |
| 187                    | Fabio Van den Bossche ‏ | لم يبدأ-4              |

| كاجا رورال-سيغوروس ‏ CJR | كاجا رورال-سيغوروس ‏ CJR | كاجا رورال-سيغوروس ‏ CJR |
| ----------------------- | ----------------------- | ----------------------- |
| م                       | عداء                    | مرتبة                   |
| 191                     | Julen Amezqueta ‏        | 69                      |
| 192                     | Aritz Bagües ‏           | لم يبدأ-2               |
| 193                     | جيفرسون سيبيدا          | 35                      |
| 194                     | Iúri Leitão ‏            | 119                     |
| 195                     | Sergio Martín ‏          | 40                      |
| 196                     | إدوارد براديس           | 37                      |
| 197                     | ميكال شليغل             | 62                      |

| تيم نوفو نورديسك ‏ TNN | تيم نوفو نورديسك ‏ TNN              | تيم نوفو نورديسك ‏ TNN |
| --------------------- | ---------------------------------- | --------------------- |
| م                     | عداء                               | مرتبة                 |
| 201                   | Andrea Peron (cyclist, born 1988) ‏ | 120                   |
| 202                   | Péter Kusztor ‏                     | 91                    |
| 203                   | Gerd de Keijzer ‏                   | لم يكمل السباق-4      |
| 204                   | سام براند                          | لم يبدأ-6             |
| 205                   | Umberto Poli (cyclist) ‏            | لم يكمل السباق-7      |
| 206                   | ديفيد لوزانو                       | 95                    |
| 207                   | Matyáš Kopecký ‏                    | لم يبدأ-5             |

| أونو-إكس موبيليتي ‏ UXT | أونو-إكس موبيليتي ‏ UXT | أونو-إكس موبيليتي ‏ UXT |
| ---------------------- | ---------------------- | ---------------------- |
| م                      | عداء                   | مرتبة                  |
| 211                    | جوناس إبراهمسين ‏       | لم يبدأ-4              |
| 212                    | توبياس هالاند يوهانسن  | لم يبدأ-2              |
| 213                    | سيفر ورستد             | 123                    |
| 214                    | أندرس سكارسيث          | 67                     |
| 215                    | راسموس تيلر (طريق)     | لم يبدأ-2              |
| 216                    | Idar Andersen ‏         | 27                     |
| 217                    | يوناس غريغارد          | 73                     |

| فريق بولندا لركوب الدراجات ‏ POL | فريق بولندا لركوب الدراجات ‏ POL | فريق بولندا لركوب الدراجات ‏ POL |
| ------------------------------- | ------------------------------- | ------------------------------- |
| م                               | عداء                            | مرتبة                           |
| 221                             | Stanisław Aniołkowski ‏          | 74                              |
| 222                             | Patryk Stosz ‏                   | 127                             |
| 223                             | Mateusz Grabis ‏                 | 124                             |
| 224                             | ياكوب كازماريك                  | 28                              |
| 225                             | Piotr Brożyna ‏                  | 104                             |
| 226                             | Marcin Budziński (cyclist) ‏     | 82                              |
| 227                             | Jakub Murias ‏                   | 96                              |

| Quick-Step Alpha Vinyl QST | Quick-Step Alpha Vinyl QST | Quick-Step Alpha Vinyl QST |
| -------------------------- | -------------------------- | -------------------------- |
| م                          | عداء                       | مرتبة                      |
| 1                          | ريمي كافانيا               | 6                          |
| 2                          | مارك كافنديش (طريق)        | لم يبدأ-6                  |
| 3                          | جوزيف سيرني                | 117                        |
| 4                          | ماورو شميد                 | لم يبدأ-5                  |
| 5                          | زدينيك ستيبار              | 57                         |
| 6                          | Bert Van Lerberghe ‏        | 105                        |
| 7                          | Mauri Vansevenant ‏         | 26                         |

| AG2R Citroën Team ACT | AG2R Citroën Team ACT | AG2R Citroën Team ACT |
| --------------------- | --------------------- | --------------------- |
| م                     | عداء                  | مرتبة                 |
| 11                    | فيليكس غال            | 15                    |
| 12                    | Dorian Godon ‏         | 17                    |
| 13                    | مارك ساريو            | لم يبدأ-6             |
| 14                    | Nans Peters ‏          | 59                    |
| 15                    | Antoine Raugel ‏       | 54                    |
| 16                    | مايكل شير             | 46                    |
| 17                    | أندريا فيندرام        | 45                    |

| Astana Qazaqstan Team AST | Astana Qazaqstan Team AST | Astana Qazaqstan Team AST |
| ------------------------- | ------------------------- | ------------------------- |
| م                         | عداء                      | مرتبة                     |
| 21                        | Samuele Battistella ‏      | 7                         |
| 22                        | Yevgeniy Fedorov ‏         | 66                        |
| 23                        | Michele Gazzoli ‏          | 80                        |
| 24                        | دافيدي مارتينيلي          | لم يبدأ-2                 |
| 25                        | يفغيني جيديتش (طريق)      | 102                       |
| 26                        | كريستيان سكاروني ‏         | 71                        |
| 27                        | Harold Tejada ‏            | 14                        |

| Bahrain Victorious TBV | Bahrain Victorious TBV | Bahrain Victorious TBV |
| ---------------------- | ---------------------- | ---------------------- |
| م                      | عداء                   | مرتبة                  |
| 31                     | فل بوهوس               | 107                    |
| 32                     | بيلو بلباو             | 3                      |
| 33                     | Edoardo Zambanini ‏     | 33                     |
| 34                     | هاينريش هوسلر          | 97                     |
| 35                     | Filip Maciejuk ‏        | 55                     |
| 36                     | جوناثان ميلان          | 70                     |
| 37                     | ستيفن وليامز           | 47                     |

| Bora-Hansgrohe BOH | Bora-Hansgrohe BOH    | Bora-Hansgrohe BOH |
| ------------------ | --------------------- | ------------------ |
| م                  | عداء                  | مرتبة              |
| 41                 | جيوفاني أليوتي        | 23                 |
| 42                 | تشيزاري بينديتي       | 68                 |
| 43                 | سام بينيت             | 110                |
| 44                 | سيرجيو هيغويتا (طريق) | 8                  |
| 45                 | Jordi Meeus ‏          | لم يكمل السباق-6   |
| 46                 | ريان مولين            | 121                |
| 47                 | Shane Archbold ‏       | لم يبدأ-6          |

| Cofidis COF | Cofidis COF         | Cofidis COF      |
| ----------- | ------------------- | ---------------- |
| م           | عداء                | مرتبة            |
| 51          | بيت اليجارت         | لم يبدأ-6        |
| 52          | Alexandre Delettre ‏ | 39               |
| 53          | توماس شامبيون       | 36               |
| 54          | دافيد سيمولاي       | 101              |
| 55          | سيموني كونسوني      | لم يكمل السباق-5 |
| 56          | توم بولي            | 87               |
| 57          | Jelle Wallays ‏      | لم يبدأ-2        |

| EF Education-EasyPost EFE | EF Education-EasyPost EFE | EF Education-EasyPost EFE |
| ------------------------- | ------------------------- | ------------------------- |
| م                         | عداء                      | مرتبة                     |
| 61                        | دييغو كامارغو ‏            | 93                        |
| 62                        | سيمون كار                 | 19                        |
| 63                        | ينس كوكلاير               | 86                        |
| 64                        | مارك بادون                | 13                        |
| 65                        | شون كوين ‏                 | 21                        |
| 66                        | ماريجن فان دن بيرغ        | 79                        |
| 67                        | Łukasz Wiśniowski ‏        | 126                       |

| Groupama-FDJ GFC | Groupama-FDJ GFC    | Groupama-FDJ GFC |
| ---------------- | ------------------- | ---------------- |
| م                | عداء                | مرتبة            |
| 71               | ارنو ديمار          | 58               |
| 72               | برونو أرميريل       | 10               |
| 73               | جاكوبو غوارنييري    | 122              |
| 74               | إجناتاس كونوفالوفاس | 77               |
| 75               | كوينتين باشر        | 16               |
| 76               | مايلز سكوتسون       | لم يبدأ-6        |
| 77               | Bram Welten ‏        | 90               |

| Ineos Grenadiers IGD | Ineos Grenadiers IGD        | Ineos Grenadiers IGD |
| -------------------- | --------------------------- | -------------------- |
| م                    | عداء                        | مرتبة                |
| 81                   | ريتشارد كاراباز (زمني فردي) | 22                   |
| 82                   | إيثان هايتر (زمني فردي)     | 1                    |
| 83                   | جوناتان نارفيز              | 50                   |
| 84                   | سالفاتوري بوتشيو            | 118                  |
| 85                   | ماغنوس شيفيلد               | 81                   |
| 86                   | Ben Tulett ‏                 | 5                    |
| 87                   | إيليا فيفياني               | 115                  |

| Intermarché-Wanty-Gobert Matériaux IWG | Intermarché-Wanty-Gobert Matériaux IWG | Intermarché-Wanty-Gobert Matériaux IWG |
| -------------------------------------- | -------------------------------------- | -------------------------------------- |
| م                                      | عداء                                   | مرتبة                                  |
| 91                                     | بابتيست بلانكايرت                      | لم يكمل السباق-1                       |
| 92                                     | كوينتن هيرمانز                         | 20                                     |
| 93                                     | Laurens Huys ‏                          | 34                                     |
| 94                                     | Julius Johansen ‏                       | 100                                    |
| 95                                     | هوغو بيج ‏                              | 44                                     |
| 96                                     | Gerben Thijssen ‏                       | 108                                    |
| 97                                     | Boy van Poppel ‏                        | 94                                     |

| Israel-Premier Tech IPT | Israel-Premier Tech IPT | Israel-Premier Tech IPT |
| ----------------------- | ----------------------- | ----------------------- |
| م                       | عداء                    | مرتبة                   |
| 101                     | Reto Hollenstein ‏       | 49                      |
| 102                     | Sebastian Berwick ‏      | 24                      |
| 103                     | ماتياس براندل           | 98                      |
| 104                     | أليساندرو دي مارشي      | 61                      |
| 105                     | اليكس داوست             | 89                      |
| 106                     | تاج جونز ‏               | 88                      |
| 107                     | مادس فورتز شميدت        | 38                      |

| Jumbo-Visma TJV | Jumbo-Visma TJV   | Jumbo-Visma TJV |
| --------------- | ----------------- | --------------- |
| م               | عداء              | مرتبة           |
| 111             | Mick van Dijke ‏   | 65              |
| 113             | Olav Kooij ‏       | 83              |
| 114             | Michel Hessmann ‏  | 63              |
| 115             | توش فان دير ساندي | 60              |
| 116             | سام أومن          | لم يبدأ-2       |
| 117             | مايك تيونسين      | لم يبدأ-6       |

| Movistar Team MOV | Movistar Team MOV | Movistar Team MOV |
| ----------------- | ----------------- | ----------------- |
| م                 | عداء              | مرتبة             |
| 121               | ويل بارتا         | 32                |
| 122               | Juri Hollmann ‏    | 41                |
| 123               | جون جاكوبس        | لم يبدأ-2         |
| 124               | ماكس كانتر        | 56                |
| 125               | Oier Lazkano ‏     | لم يكمل السباق-2  |
| 126               | Abner González ‏   | 30                |
| 127               | أوسكار رودريغيز   | 42                |

| BikeExchange-Jayco BEX | BikeExchange-Jayco BEX   | BikeExchange-Jayco BEX |
| ---------------------- | ------------------------ | ---------------------- |
| م                      | عداء                     | مرتبة                  |
| 131                    | Matteo Sobrero ‏          | 4                      |
| 132                    | الكسندر ادموندسون        | لم يكمل السباق-2       |
| 133                    | Kaden Groves ‏            | 52                     |
| 134                    | مايكل هيبورن             | 51                     |
| 135                    | لوكاس هاميلتون           | 18                     |
| 136                    | لوسون كرادوك (زمني فردي) | 78                     |
| 137                    | Kelland O'Brien ‏         | 106                    |

| لوتو سودال LTS | لوتو سودال LTS    | لوتو سودال LTS |
| -------------- | ----------------- | -------------- |
| م              | عداء              | مرتبة          |
| 141            | Steff Cras ‏       | 25             |
| 142            | جاسبر دي بويست    | لم يبدأ-6      |
| 144            | توماس دي جيندت    | 99             |
| 145            | Jarrad Drizners ‏  | 72             |
| 146            | روجر كلوجه        | 111            |
| 147            | Kamil Małecki ‏    | 92             |
| 148            | Sylvain Moniquet ‏ | 11             |

| Team DSM DSM | Team DSM DSM             | Team DSM DSM |
| ------------ | ------------------------ | ------------ |
| م            | عداء                     | مرتبة        |
| 151          | ثيمين أرينسمان           | 2            |
| 152          | نيكياس أرندت             | 31           |
| 153          | Marco Brenner ‏           | 12           |
| 154          | Jonas Iversby Hvideberg ‏ | 76           |
| 155          | Niklas Märkl ‏            | 109          |
| 156          | Joris Nieuwenhuis ‏       | 125          |
| 157          | سام ويلسفورد             | 116          |

| Trek-Segafredo TFS | Trek-Segafredo TFS    | Trek-Segafredo TFS |
| ------------------ | --------------------- | ------------------ |
| م                  | عداء                  | مرتبة              |
| 161                | Daan Hoole ‏           | 75                 |
| 162                | Emīls Liepiņš ‏ (طريق) | 103                |
| 163                | Jacopo Mosca ‏         | 112                |
| 164                | ماتيو موشيتي          | لم يكمل السباق-4   |
| 165                | إدوارد ثيونس          | 53                 |
| 166                | Antonio Tiberi ‏       | 43                 |
| 167                | Antwan Tolhoek ‏       | لم يبدأ-2          |

| UAE Team Emirates UAD | UAE Team Emirates UAD | UAE Team Emirates UAD |
| --------------------- | --------------------- | --------------------- |
| م                     | عداء                  | مرتبة                 |
| 171                   | باسكال أكرمان         | 84                    |
| 172                   | دافيد فورمولو         | 29                    |
| 173                   | فيجارد ستيك لاينجن    | 48                    |
| 174                   | خوان سباستيان مولانو  | 85                    |
| 175                   | روي أوليفيرا          | 64                    |
| 176                   | Oliviero Troia ‏       | 114                   |
| 177                   | دييغو يليسي           | 9                     |

| Alpecin-Deceuninck AFC | Alpecin-Deceuninck AFC | Alpecin-Deceuninck AFC |
| ---------------------- | ---------------------- | ---------------------- |
| م                      | عداء                   | مرتبة                  |
| 181                    | David van der Poel ‏    | لم يبدأ-4              |
| 182                    | Sjoerd Bax ‏            | لم يبدأ-4              |
| 183                    | توبياس باير            | لم يبدأ-4              |
| 184                    | Senne Leysen ‏          | لم يبدأ-4              |
| 185                    | ياكوب ماريكزكو         | لم يبدأ-4              |
| 186                    | Stefano Oldani ‏        | لم يبدأ-4              |
| 187                    | Fabio Van den Bossche ‏ | لم يبدأ-4              |

| كاجا رورال-سيغوروس ‏ CJR | كاجا رورال-سيغوروس ‏ CJR | كاجا رورال-سيغوروس ‏ CJR |
| ----------------------- | ----------------------- | ----------------------- |
| م                       | عداء                    | مرتبة                   |
| 191                     | Julen Amezqueta ‏        | 69                      |
| 192                     | Aritz Bagües ‏           | لم يبدأ-2               |
| 193                     | جيفرسون سيبيدا          | 35                      |
| 194                     | Iúri Leitão ‏            | 119                     |
| 195                     | Sergio Martín ‏          | 40                      |
| 196                     | إدوارد براديس           | 37                      |
| 197                     | ميكال شليغل             | 62                      |

| تيم نوفو نورديسك ‏ TNN | تيم نوفو نورديسك ‏ TNN              | تيم نوفو نورديسك ‏ TNN |
| --------------------- | ---------------------------------- | --------------------- |
| م                     | عداء                               | مرتبة                 |
| 201                   | Andrea Peron (cyclist, born 1988) ‏ | 120                   |
| 202                   | Péter Kusztor ‏                     | 91                    |
| 203                   | Gerd de Keijzer ‏                   | لم يكمل السباق-4      |
| 204                   | سام براند                          | لم يبدأ-6             |
| 205                   | Umberto Poli (cyclist) ‏            | لم يكمل السباق-7      |
| 206                   | ديفيد لوزانو                       | 95                    |
| 207                   | Matyáš Kopecký ‏                    | لم يبدأ-5             |

| أونو-إكس موبيليتي ‏ UXT | أونو-إكس موبيليتي ‏ UXT | أونو-إكس موبيليتي ‏ UXT |
| ---------------------- | ---------------------- | ---------------------- |
| م                      | عداء                   | مرتبة                  |
| 211                    | جوناس إبراهمسين ‏       | لم يبدأ-4              |
| 212                    | توبياس هالاند يوهانسن  | لم يبدأ-2              |
| 213                    | سيفر ورستد             | 123                    |
| 214                    | أندرس سكارسيث          | 67                     |
| 215                    | راسموس تيلر (طريق)     | لم يبدأ-2              |
| 216                    | Idar Andersen ‏         | 27                     |
| 217                    | يوناس غريغارد          | 73                     |

| فريق بولندا لركوب الدراجات ‏ POL | فريق بولندا لركوب الدراجات ‏ POL | فريق بولندا لركوب الدراجات ‏ POL |
| ------------------------------- | ------------------------------- | ------------------------------- |
| م                               | عداء                            | مرتبة                           |
| 221                             | Stanisław Aniołkowski ‏          | 74                              |
| 222                             | Patryk Stosz ‏                   | 127                             |
| 223                             | Mateusz Grabis ‏                 | 124                             |
| 224                             | ياكوب كازماريك                  | 28                              |
| 225                             | Piotr Brożyna ‏                  | 104                             |
| 226                             | Marcin Budziński (cyclist) ‏     | 82                              |
| 227                             | Jakub Murias ‏                   | 96                              |

## التصنيف العام النهائي
| التصنيف العام         | التصنيف العام        | التصنيف العام   | التصنيف العام                         | التصنيف العام  |
| العداء                | العداء               | البلد           | الفريق                                | الوقت          |
| --------------------- | -------------------- | --------------- | ------------------------------------- | -------------- |
| 1                     | إيثان هايتر          | المملكة المتحدة | فريق إنيوس                            | 28 س 26 د 23 ث |
| 2                     | ثيمين أرينسمان       | هولندا          | سنويب                                 | + 11 ث         |
| 3                     | بيلو بلباو           | إسبانيا         | فريق البحرين ميريدا للدراجات الهوائية | + 18 ث         |
| 4                     | Matteo Sobrero ‏      | إيطاليا         | أوريكا سكوت                           | + 23 ث         |
| 5                     | Ben Tulett ‏          | المملكة المتحدة | فريق إنيوس                            | + 25 ث         |
| 6                     | ريمي كافانيا         | فرنسا           | دكونيك كويك ستب                       | + 31 ث         |
| 7                     | Samuele Battistella ‏ | إيطاليا         | فريق أستانا                           | + 32 ث         |
| 8                     | سيرجيو هيغويتا       | كولومبيا        | بورا هانسغروه                         | + 32 ث         |
| 9                     | دييغو يليسي          | إيطاليا         | فريق الإمارات                         | + 45 ث         |
| 10                    | برونو أرميريل        | فرنسا           | إف دي جي                              | + 50 ث         |
|                       |                      |                 |                                       |                |
| مصدر: ProCyclingStats |                      |                 |                                       |                |

### تصنيف الجبال
| تصنيف الجبال          | تصنيف الجبال     | تصنيف الجبال | تصنيف الجبال | تصنيف الجبال |
| العداء                | العداء           | البلد        | الفريق       | النقاط       |
| --------------------- | ---------------- | ------------ | ------------ | ------------ |
| 1                     | Jarrad Drizners ‏ | أستراليا     | لوتو سودال   | 23 نقطة      |
| 2                     | Kamil Małecki ‏   | بولندا       | لوتو سودال   | 15 نقطة      |
| 3                     | Michel Hessmann ‏ | ألمانيا      | جومبو-فيسما  | 11 نقطة      |
|                       |                  |              |              |              |
| مصدر: ProCyclingStats |                  |              |              |              |

## تصنيف الفرق

### الفرق حسب الوقت
| تصنيف الفرق حسب الوقت | تصنيف الفرق حسب الوقت | تصنيف الفرق حسب الوقت | تصنيف الفرق حسب الوقت |
| الفريق                | الفريق                | البلد                 | الوقت                 |
| --------------------- | --------------------- | --------------------- | --------------------- |
| 1                     | فريق إنيوس            | المملكة المتحدة       | 85 س 19 د 33 ث        |
| 2                     | دكونيك كويك ستب       | بلجيكا                | + 2 د 43 ث            |
| 3                     | سنويب                 | هولندا                | + 2 د 46 ث            |
|                       |                       |                       |                       |
| مصدر: ProCyclingStats |                       |                       |                       |

## تصانيف فرعية

### تصنيف أفضل مقاتل
| تصنيف أفضل مقاتل      | تصنيف أفضل مقاتل | تصنيف أفضل مقاتل | تصنيف أفضل مقاتل    | تصنيف أفضل مقاتل |
| العداء                | العداء           | البلد            | الفريق              | النقاط           |
| --------------------- | ---------------- | ---------------- | ------------------- | ---------------- |
| 1                     | Patryk Stosz ‏    | بولندا           | بولندا              | 16 نقطة          |
| 2                     | إدوارد ثيونس     | بلجيكا           | تريك سيغافريدو      | 8 نقطة           |
| 3                     | مادس فورتز شميدت | الدنمارك         | Israel-Premier Tech | 6 نقطة           |
|                       |                  |                  |                     |                  |
| مصدر: ProCyclingStats |                  |                  |                     |                  |

### تصنيف أفضل عداء
| تصنيف أفضل عداء       | تصنيف أفضل عداء | تصنيف أفضل عداء | تصنيف أفضل عداء | تصنيف أفضل عداء |
| العداء                | العداء          | البلد           | الفريق          | النقاط          |
| --------------------- | --------------- | --------------- | --------------- | --------------- |
| 1                     | ارنو ديمار      | فرنسا           | إف دي جي        | 74 نقطة         |
| 2                     | Olav Kooij ‏     | هولندا          | جومبو-فيسما     | 72 نقطة         |
| 3                     | ماكس كانتر      | ألمانيا         | موفيستار        | 62 نقطة         |
|                       |                 |                 |                 |                 |
| مصدر: ProCyclingStats |                 |                 |                 |                 |

### تصنيف أفضل مقاتل
| تصنيف أفضل مقاتل      | تصنيف أفضل مقاتل | تصنيف أفضل مقاتل | تصنيف أفضل مقاتل    | تصنيف أفضل مقاتل |
| العداء                | العداء           | البلد            | الفريق              | النقاط           |
| --------------------- | ---------------- | ---------------- | ------------------- | ---------------- |
| 1                     | Patryk Stosz ‏    | بولندا           | بولندا              | 16 نقطة          |
| 2                     | إدوارد ثيونس     | بلجيكا           | تريك سيغافريدو      | 8 نقطة           |
| 3                     | مادس فورتز شميدت | الدنمارك         | Israel-Premier Tech | 6 نقطة           |
|                       |                  |                  |                     |                  |
| مصدر: ProCyclingStats |                  |                  |                     |                  |

## وصلات خارجية
- الموقع الرسمي
- لمحة عن سباق طواف بولندا 2022 على موقع  ProCyclingStats   (برو  سايكلنج  ستاتس) - إحصاءات  محترفي  الدراجات.
- طواف بولندا 2022 على موقع إحصائيات الدراجات الإحترافية (الإنجليزية)